# 9709 Chrisnell
A 9709 Chrisnell (ideiglenes jelöléssel 5192 T-3) a Naprendszer kisbolygóövében található aszteroida. Cornelis Johannes van Houten, Ingrid van Houten-Groeneveld és Tom Gehrels fedezte fel 1977. október 16-án.